# 1935. december 16-i konzisztórium
Az 1935. december 16-i konzisztóriumot XI. Piusz pápa hívta össze november 21-én. Összesen 18 új bíborost kreált, valamint nyilvánosságra hozta két „in pectore” kreált bíboros nevét. 
| Nº                                           | Ország                 | Név                                   | Életkor                | Hivatal                                            |
| Pápaválasztó bíborosok                       | Pápaválasztó bíborosok | Pápaválasztó bíborosok                | Pápaválasztó bíborosok | Pápaválasztó bíborosok                             |
| -------------------------------------------- | ---------------------- | ------------------------------------- | ---------------------- | -------------------------------------------------- |
| 1                                            | Libanon                | Ignace Gabriel I (Théophile) Tappouni | 56                     | antióchiai szír pátriárka                          |
| 2                                            | Olasz Királyság        | Enrico Sibilia                        | 74                     | Ausztria apostoli nunciusa                         |
| 3                                            | Olasz Királyság        | Francesco Marmaggi                    | 59                     | Lengyelország apostoli nunciusa                    |
| 4                                            | Olasz Királyság        | Luigi Maglione                        | 58                     | Franciaország apostoli nunciusa                    |
| 5                                            | Olasz Királyság        | Carlo Cremonesi                       | 69                     | pápai titkos alamizsnás                            |
| 6                                            | Franciaország          | Alfred-Henri-Marie Baudrillart C.O.   | 76                     | a Párizsi főegyházmegye segédpüspöke               |
| 7                                            | Franciaország          | Emmanuel Célestin Suhard              | 61                     | a Reimsi főegyházmegye érseke                      |
| 8                                            | Csehszlovákia          | Karel Boromejský Kašpar               | 65                     | a Prágai főegyházmegye érseke                      |
| 9                                            | Argentína              | Santiago Luis Copello                 | 55                     | a Buenos Aires-i főegyházmegye érseke              |
| 10                                           | Spanyolország          | Isidro Gomá y Tomás                   | 65                     | a Toledói főegyházmegye érseke                     |
| 11                                           | Olasz Királyság        | Camillo Caccia Dominioni              | 58                     | a Római egyházmegye papja                          |
| 12                                           | Olasz Királyság        | Nicola Canali                         | 61                     | a Szent Offícum Kongregációjának tisztviselője     |
| 13                                           | Olasz Királyság        | Domenico Jorio                        | 68                     | a Szentségi Fegyelmi Kongregáció titkára           |
| 14                                           | Olasz Királyság        | Vincenzo Lapuma                       | 61                     | a Szerzetesi Kongregáció titkára                   |
| 15                                           | Olasz Királyság        | Federico Cattani Amadori              | 79                     | az Apostoli Szignatúra Legfelsőbb Bírósága titkára |
| 16                                           | Olasz Királyság        | Massimo Massimi                       | 58                     | a Rota Romana dékánja                              |
| 17                                           | Olasz Királyság        | Domenico Mariani                      | 72                     | az Apostoli Szék Vagyonkezelősége titkára          |
| 18                                           | Olasz Királyság        | Pietro Boetto S.J.                    | 64                     | jezsuita szerzetespap                              |
| Nyilvánosságra hozott „in pectore” bíborosok |                        |                                       |                        |                                                    |
|                                              | Olasz Királyság        | Carlo Salotti                         | 65                     | a Hitterjesztési Kongregáció titkára               |
|                                              | Olasz Királyság        | Federico Tedeschini                   | 62                     | Spanyolország apostoli nunciusa                    |